# Liste der Stolpersteine im Landkreis Emmendingen
Die Liste der Stolpersteine im Landkreis Emmendingen enthält eine Übersicht der Stolpersteine im baden-württembergischen Landkreis Emmendingen. Stolpersteine sollen an das Schicksal der Menschen erinnern, die von den Nationalsozialisten ermordet, deportiert, vertrieben oder in den Suizid getrieben wurden. Die Stolpersteine wurden von Gunter Demnig verlegt. Im Regelfall werden sie vor dem letzten freigewählten Wohnort des Opfers verlegt.

## Stolpersteine im Landkreis Emmendingen

### Denzlingen
Die Stolpersteine in Denzlingen wurden im Rahmen des Projekts des Künstlers Gunter Demnig am 9. Juli 2018 verlegt. Zuvor hatte sich der Denzlinger Gemeinderat in seiner Sitzung vom 25. Juli 2017 einstimmig für die Verlegung von Stolpersteinen ausgesprochen, die vom Arbeitskreis „NS-Zeit in Denzlingen“ initiiert wurde.
Am Vortag der Verlegung hielt Demnig in der Michaelskirche einen Vortrag zum Thema „Stolpersteine – Spuren und Wege“, in dem er sein Lebenswerk als Künstler und die Motive für die Stolpersteinverlegungen erläuterte.
Die Tabelle ist teilweise sortierbar; die Grundsortierung erfolgt alphabetisch nach dem Familiennamen.
| Stolperstein | Übersetzung | Standort            | Name, Leben |
| ------------ | --- | ------------------- | --- |
|              | HIER GEBOREN ANNA BASSINGER GEB. REITZEL JG. 1891 ZEUGIN JEHOVAS SEIT 1935 INHAFTIERT 1940 RAVENSBRÜCK 'VERLEGT‘ 8.5.1942 BERNBURG ERMORDET 8.5.1942    | Hauptstraße 233 ·   | Anna Bassinger, geborene Reitzel, wurde am 11. Oktober 1891 als Tochter von Carl Reitzel und dessen Ehefrau Wilhelmine geboren. Ihre Eltern führten das Gasthaus Hirschen, welches bis Ende 2019 bestand. Im Mai 1911 heiratete Anna Reitzel den Eisenbahninspektor Otto Bassinger. Das Paar hatte zwei Kinder, Heinz und Anneliese. 1920 wurde der Ehemann versetzt und die Familie zog nach St. Georgen/Schwarzwald. Dort kam sie mit sogenannten Bibelforschern in Kontakt, 1923 wurde Bassinger Zeugin Jehovas. Am 18. November 1924 starb der Ehemann. 1930 zog sie mit den Kindern in das thüringische Gera und verlobte sich mit Erich Conrad, einem Schriftsetzer der „Geraer Nachrichten“, auch er Zeuge Jehovas. 1935 begannen massive Repressalien des NS-Regimes gegen die Glaubensgemeinschaft, die Wehrdienst und Krieg strikt ablehnt. Anna Bassinger wurde erstmals verhaftet, 1937 erneut, auch ihr Verlobter kam in Haft. Im Juni 1938 wurden neun Zeugen Jehovas vom Sondergericht Weimar abgeurteilt, Anna Bassinger bekam zweieinhalb, Erich Conrad viereinhalb Jahre Haftstrafe. Sie wurde in das Frauengefängnis Leipzig-Kleinmeusdorf überstellt. Während der Haft wurde sie Großmutter. Die Tochter, seit 1937 verheiratet, hatte eine Tochter zur Welt gebracht. Anna Bassinger korrespondierte mit Erich Conrad, der jedoch nicht alle ihre Briefe bekam. Weil sie sich weigerte, sich von der Glaubensgemeinschaft loszusagen, wurde sie nach Ende der regulären Haft in das Konzentrationslager Ravensbrück überstellt. Ihr Sohn, inzwischen Offizier der Wehrmacht, konnte die Freilassung seiner Mutter nicht bewirken. Sie wurde zu schwerer Arbeit eingeteilt und das Wachpersonal hetzte – als sie eines Tages erschöpft zusammenbrach – Hunde auf sie. Aufgrund der Verletzungen war sie nicht mehr arbeitsfähig und wurde in die Tötungsanstalt Bernburg überstellt. Am 8. Mai 1942 wurde Anna Bassinger dort in einer Gaskammer ermordet. Ihrer Tochter wurde als Todesursache Herz-Kreislaufschwäche in Folge von Magenbluten bekannt gegeben. Heinz Bassinger fiel auf der Krim. Erich Conrad überlebte die NS-Zeit. Er starb in den 1970er Jahren. 2013 wurde in der Reinhold-Straße 3 von Gera der erste Stolperstein für Anna Bassinger verlegt. |
|              | HIER WOHNTE JAKOB BÜHLER JG. 1897 VERHAFTET 1938 ALS ASOZIAL STIGMATISIERT 1938 DACHAU 1941 RAVENSBRÜCK 'VERLEGT‘ 23.3.1942 BERNBURG ERMORDET 23.3.1942 | Hauptstraße 53 ·    | Jakob Bühler wurde am 17. März 1897 in Eichstetten am Kaiserstuhl geboren. 1923 heiratete er in Denzlingen Anna Scherberger. Das Paar lebte im Elternhaus seiner Frau und bekam drei Kinder. Die Familie betrieb eine kleine Landwirtschaft, hielt Schweine, Hühner und eine Kuh, die Einkünfte waren bescheiden. Bühler belieferte den Markt und private Kunden, jedoch ohne behördliche Genehmigung. Es folgten Repressionen, der Entzug des Führerscheins und die Zuweisung einer Arbeitsstelle im Bauwesen. Da er nicht regelmäßig zur zugewiesenen Arbeitsstelle kam, sondern weiterhin mit seinem Motorrad landwirtschaftliche Produkte auslieferte, wurde er verhaftet und als „asozial“ stigmatieisert. Er bekam selbst dann keinen Freigang, als seine Frau am 5. August 1938 nach einer Operation verstarb. Bühler durfte sich nicht um seine Kinder kümmern, die bei Verwandten im Ort untergebracht wurden. Im August 1938 wurde er in das Konzentrationslager Dachau überstellt, später in das Konzentrationslager Ravensbrück. Jakob Bühler wurde am 23. März 1942 in einer Gaskammer der Tötungsanstalt Bernburg an der Saale ermordet. |
|              | HIER LEBTE ZWANGSWEISE KAZIMIERZ DWORAK JG. 1917 POLNISCHER KRIEGSGEFANGENER ZWANGSARBEIT ERMORDET 14.9.1943                                            | Im Untergraben 63 · | Kazimierz Dworak wurde am 20. Oktober 1917 in Korytów, Polen, geboren. Seine Eltern waren Jan Dworak und dessen Ehefrau, eine geborene Kaluze. Er wurde als polnischer Kriegsgefangener in Denzlingen interniert und zur Zwangsarbeit in Betrieben des Ortes eingeteilt. Dworak lebte mit anderen Zwangsarbeitern verschiedener Nationalitäten in einer Lagerbaracke der Reichsbahn. Den Kriegsgefangenen war es strengstens untersagt, Beziehungen mit deutschen Frauen einzugehen. Liebesbeziehungen wurden mit dem Tode bestraft. Am 14. September 1943 wurde Kazimierz Dworak „um 19.45 Uhr wegen Meuterei und Widerstand“ von einem Wachmann erschossen. So wurde es im Sterberegister des Standesamtes der Gemeinde Denzlingen verzeichnet. Es fanden weder eine Untersuchung des Tötungsaktes noch ein Strafverfahren statt. Kazimierz Dworak wurde östlich der Georgskirche am Denzlingen Friedhof beerdigt, im Eingangsbereich des Friedhofs. 2013 besuchte eine Delegation aus Konstancin-Jeziorna, einer Partnerstadt von Denzlingen, das Grab. 2016 kamen auch Verwandten zu Besuch. Sie wussten bis dahin nicht, dass Kasimierz Dworak in Denzlingen begraben liegt. |

### Herbolzheim
In  Herbolzheim wurde der folgende Stolperstein verlegt:
| Stolperstein | Übersetzung | Standort | Name, Leben |
| ------------ | --- | -------- | --- |
|              | HIER WOHNTE ALOIS ZÄHRINGER JG. 1921 AUS JOSEFSANSTALT HERTEN EINGEWIESEN 6.9.1940 GRAFENECK ERMORDET 6.9.1940 AKTION T4 |          | Alois Zähringer wurde am 29. September 1921 im Herbolzheimer Stadtteil Bleichheim geboren. Seine Eltern waren der Schreiner Friedrich Zähringer und Maria, geborene Ochsner. Er hatte die Geschwister Hilda und Anna Cäcilie (geboren 1919). Anna starb bereits kurz nach der Geburt. Nach dem Tod seiner Mutter 1924 heiratete sein Vater ein weiteres Mal, aus der zweiten Ehe gingen drei Kinder hervor. Am 9. August 1929 wurde Zähringer in der St. Josephs-Anstalt Herten aufgenommen, laut seiner Schwester litt er unter „Anfällen“. Sein Großneffe recherchierte, dass Alois Zähringer als Baby mit dem Kinderwagen umgefallen wäre und er von diesem Sturz Schäden behalten hätte, zumindest war das die Information seitens der Familie. Im Krankenakt stand wiederum: »Epilepsie, hochgradiger Schwachsinn« und »Angeborene Idiotie mit Epilepsie und Seelenstörung«. Am 20. August 1940 wurde er zusammen mit 74 weiteren Jungen und Männern in die Heil- und Pflegeanstalt Emmendingen verlegt. Die St. Josephs-Anstalt verweigerte die Hilfe beim Transport, der Trsndportleiter und seine Mitarbeiter versuchten die 75 Mitzunehmenden in den Transport zu bringen, es kam zu so viel Aufregung, dass auch Bewohner der Stadt Herten das Ganze mitbekamen und die Verladung beobachteten. Zum Schluss mussten Schwestern der Anstalt Herten wieder die aus dem Transport waren raussuchen, die verladen worden waren, aber nicht auf der Liste standen und gegen diejenigen austauschen, die mit mussten. Die Anstalt Emmendingen lag nur wenige Kilometer vom Wohnort seiner Familie entfernt, diese erfuhr aber nichts von der Umverlegung. Am 6. September 1940 wurde er von der Anstalt Emmendingen in die Tötungsanstalt Grafeneck verlegt. Alois Zähringer wurde dort noch am selben Tag kurz nach seiner Ankunft im Rahmen der Aktion T4 mit Gas ermordet. Seine Familie erhielt seine Urne einige Tage später, als offizielle Todesursache wurde „Gehirnhautentzündung“ und das Todesdatum mit 16. September 1940 angegeben. Am 28. Oktober 1940 wurde seine Urne im Grab der Mutter beigesetzt. Seine Schwester Hilda heiratete wenige Tage nach dem Bekanntwerden des Todes ihres Bruders, in schwarz. Alois Zähringers Fürsorgeakt wurde erst nach 1947 vernichtet. Am 4. September 2010 veröffentlichte die Familie in der Badischen Zeitung eine Todesanzeige für Alois Zähringer und lud zu einer Gedenkveranstaltung unter dem Motto »Das Vergessen der Vernichtung ist Teil der Vernichtung selbst.« ein. Auf dieser Gedenkveranstaltung trafen sich viele Familienmitglieder das erste Mal, der Direktor des St. Josefshauses Herten und der Bürgermeister von Herbolzheim erschienen. |

### Kenzingen
| Stolperstein | Übersetzung                                                                                                  | Standort            | Name, Leben |
| --- | --- | ------------------- | --- |
| | HIER WOHNTE BERTHA DREIFUSS JG. 1870 DEPORTIERT 1940 GURS ERMORDET 7.11.1940                                 | Brotstraße 15       | Bertha Dreifuss wurde am 20. Juni 1870 in Kenzingen geboren. Ihre Eltern waren Abraham Dreifuss und Auguste, geborene Hirsch. Sie hatte vier Geschwister, darunter Anna, Ludwig und Theo. Sie blieb unverheiratet und wohnte in Kenzingen im Haushalt des Bruders. Bertha Dreifuss wurde am 22. Oktober 1940 in das Camp de Gurs deportiert, ein NS-Konzentrationslager in der französischen Ortschaft Gurs nördlich der Pyrenäen. Bertha Dreifuss wurde am 7. November 1940 vom NS-Regime ermordet. Auch ihr Bruder Ludwig Dreifuss wurde vom NS-Regime ermordet. |
| | HIER WOHNTE LUDWIG DREIFUSS JG. 1864 DEPORTIERT 1940 GURS RÉCÉPEDOU ERMORDET 20.12.1941                      | Brotstraße 15       | Ludwig Dreifuss wurde am 6. Juli 1864 als Sohn von Abraham Dreifuss und Auguste, geborene Hirsch, in Kenzingen geboren. Die Familie stammte ursprünglich aus Altdorf, rund zehn Kilometer nördlich von Kenzingen gelegen. Er hatte vier Geschwister, darunter Anna, Bertha und Theo. Er heiratete Karoline Epstein (1870–1940). Das Paar hatte fünf Söhne, Julius (1896), Sigfried (1897), Ernst (1898), der sechsjährig an Scharlach verstarb, Adolf (1899) und Max (1905). Er betrieb ein Stoff- und Kurzwarengeschäft in Kenzingen. Im Ersten Weltkrieg diente er als Soldat. Auch Siegfried diente im Krieg. Im Jahr 1920 fand Siegfried eine Anstellung bei Epstein und Co. in Freiburg. 1928 kehrte er zurück und übernahm den väterlichen Betrieb, welcher in Ludwig Dreifuss und Sohn umbenannt wurde. Ludwig Dreifuss wurde am 22. Oktober 1940 in das Camp de Gurs deportiert. Danach war er in Récébedou und Drancy inhaftiert. Ludwig Dreifuss wurde am 20. Dezember 1941 vom NS-Regime ermordet. Auch seine Schwester Bertha wurde vom NS-Regime ermordet. |
| Bild gesucht Der Benutzer GeorgDerReisende ( Diskussion ) wünscht sich an dieser Stelle ein Bild vom Ort mit diesen Koordinaten 48.191526 7.769459 . Motiv: Kirchplatz 17/Ecke Pfarrgasse: die Stolpersteine für Alfred und Leo Epstein, die Lage und das Haus Falls du dabei helfen möchtest, erklärt die Anleitung , wie das geht. BW | HIER WOHNTE ALFRED EPSTEIN JG. 1901 FLUCHT FRANKREICH IM WIDERSTAND DENUNZIERT HINGERICHTET 1944 VON GESTAPO | Kirchplatz 17       | Alfred Epstein wurde am 13. Juni 1901 in Kenzingen geboren. Seine Eltern waren Michael Epstein und Karoline, geborene Dreifuss. Er hatte fünf Geschwister, darunter Heinrich, Simon, Leo und Betty, später verheiratete Kaufmann. Er diente im Ersten Weltkrieg und zog danach nach Frankfurt. Dort wurde er technischer Leiter in der Tuchfabrik Adler. Nach der Machtergreifung Hitlers 1933 zog die Tuchfabrik nach Luxemburg, Epstein zog ebenfalls um. Nach der Besetzung Luxemburgs floh er mit seiner schwangeren Frau Elise, geborene Fröhlich, nach Frankreich. Das Paar bekam eine Tochter, Irene. Epstein versuchte von Frankreich über Portugal nach Brasilien zu kommen, dies gelang nicht. Inzwischen wurde Epstein von der Gestapo gesucht, er versteckte sich. 1942 schloss er sich der Résistance-Gruppe Maquis Ventoux an, er war für Aufklärung und Sabotage zuständig. So beteiligte er sich an der Sprengung eines Transformators einer Fabrik in Sisteron, die Zwangsarbeiter waren gewarnt worden und sangen nach der erfolgreichen Sabotage zusammen mit ihren Familien die Marseillaise. Am 21. Februar 1944 befanden sich die Widerstandskämpfer in Izon-la-Bruiss und wurden dort von deutschen Soldaten überrascht. Ihr Versteck war von zwei Résistance-Kämpfern gegen 400.000 Francs Belohnung verraten worden. Alfred Epstein wurde an einer Wand des Bauernhofs erschossen, ebenso wie seine Kameraden. Nur einem gelang die Flucht und er konnte über das Schicksal der Gruppe berichten. In Eygalayes erinnert eine Gedenkstätte an die Kämpfer. Alljährlich findet eine Gedenkfeier zur Erinnerung an die Erschießung von 35 Kämpfern der Resistance statt. Beerdigt wurde Alfred Epstein in Avignon. Seit 1998 ist er in Yad Vashem als jüdischer Widerstandskämpfer eingetragen. Zwei seiner Brüder und seine Eltern waren aus Kenzingen nach Südamerika geflohen, seine Schwester nach England. |
| | HIER WOHNTE LEO EPSTEIN JG. 1915 FLUCHT 1936 BRASILIEN                                                       | Kirchplatz 17       | Leo Epstein wurde am 27. Mai 1915 in Kenzingen geboren. Er war das jüngste Kind des aus Eichstetten stammenden Michael Epstein und dessen Frau Karolinam geborene Dreifuss. Er hatte fünf Geschwister, Alfred, Heinrich, Isidor, Simon und Betty, später verheiratete Kaufmann. Er machte eine kaufmännische Lehre zum Lohnbuchhalter bei der Zigarrenfabrik Günzburger & Co. in Emmendingen und besuchte die Handelsschule, war dann auch beider Nachfolgefirma „Burger-Söhne“ weiterbeschäftigt. Am 30. Juni 1936 kündigte er, da die Repressalien gegen Juden in Kenzingen immer mehr zunahmen. Er flüchtete nach Brasilien, lebte in Bahia und arbeitete dort weiterhin in der Tabak-Branche. Er holte 1939 seine Eltern ebenfalls nach Brasilien, ihnen gelang die Ausreise über Genua. Er heiratete und wurde Vater dreier Kinder. Ab 1943 arbeitete er in Rio de Janeiro und war zuletzt Geschäftsführer einer Immobilienfirma. Erst 1967 betrat er wieder deutschen Boden. Im Jahr 1999 wurde er von der Stadt Kenzingen eingeladen, dabei enthüllte er eine Gedenktafel des „Geschichtsweges“ mit der Inschrift: „Die Stadt Kenzingen gedenkt ihrer gedemütigten, entrechteten und verfolgten jüdischen Mitbürger“. Leo Epsteins Ehefrau starb 1997, er selber am 12. Februar 2013 in Rio de Janeiro. Sein Bruder Alfred starb als Widerstandskämpfer in Frankreich, sein Onkel Louis Dreifuss verhungerte in Gurs. |
| | HIER WOHNTE SOPHIE EPSTEIN JG. 1872 DEPORTIERT 1940 GURS FLUCHT 1941 SCHWEIZ                                 | Brotstraße 15       | Sophie Epstein wurde am 9. April 1872 in Kenzingen geboren. Ihre Eltern waren Heinrich Epstein und Rosa, geborene Levi Epstein. Sie hatte zumindest vier Geschwister, Leopold, Michael, Karoline und ihre Zwillingsschwester Bertha. Sophie Epstein lebte bei ihrem Bruder Michael in Kenzingen und zog 1935/36 zu ihrer Schwester nach Müllheim. Nachdem ihre Wohnung dort 1938 zerstört worden war ging sie wieder nach Kenzingen zurück. Michael Epstein war der Vater von Alfred und Leo. Ihre Zwillingsschwester war mit einem Herrn Heim verheiratet und hatte zumindest einen Sohn, Hugo. Gemeinsam mit ihrer Zwillingsschwester unternahm sie „im Nervenschock“ während der November-Pogrome 1938 einen Suizidversuch, der scheiterte. In Kenzingen lebte sie zuletzt bei ihrem Schwager Ludwig Dreifuss und dessen Schwester Bertha. Am 22. Oktober 1940 wurde sie in das Camp de Gurs deportiert, ein Konzentrationslager in Südfrankreich. Ein Jahr später wurde sie von ihrem in der Schweiz lebenden Neffen Hugo Heim freigekauft. Sie zog zu ihrer Schwester Bertha nach Riehen und konnte die NS-Herrschaft und die Shoah in der Schweiz überleben. Sophie Epstein starb am 4. Januar 1958 in Gossau in der Schweiz. |
| | HIER WOHNTE ALFRED WEIL JG. 1880 [...]                                                                       | Johanniterstraße 23 | Alfred Weil wurde am 6. Januar 1880 in Schmieheim im Ortenaukreis geboren. Seine Eltern waren Schmule und Rebeka Weil. Er hatte vier Geschwister, Ludwig, Rosa, Klara und Leopold. Weil war ursprünglich Lumpen- und Knochensammler und führte dann ein Lebensmittelgeschäft in der Johanniterstraße. Er war verheiratet mit Rosa, geborene Moses, geboren am 25. Oktober 1885 in Efringen. Das Paar hatte zumindest eine Tochter. Nach der Machtergreifung Hitlers lebte das Ehepaar in Efringen-Kirchen. 1940 soll Alfred Weil in ein jüdisches Altenheim in Gailingen am Hochrhein gekommen sein. Am 22. Oktober 1940 wurde er in das Lager Gurs deportiert und von dort am 8. August 1942 mit Transport 18, Zug 901-13 über Drancy in das Vernichtungslager Auschwitz überstellt. Alfred Weil hat die Shoah nicht überlebt. Auch seine Frau wurde vom NS-Regime ermordet, laut Serge Klarsfeld mit demselben Deporationsweg wie ihr Ehemann. Seine Tochter Rut konnte überleben. |

## Verlegungen
Die Stolpersteine im Landkreis Emmendingen wurden an folgenden Tagen vom Künstler persönlich verlegt:
- 27. September 2007: Kenzingen (Alfred Epstein, Bertha Dreifuss, Ludwig Dreifuss und Alfred Weil)
- 11. Juli 2010: Herbolzheim
- 7. Februar 2015: Kenzingen (Leo und Sophie Epstein)
- 9. Juli 2018: Denzlingen